# 우쓰미정 (와카야마현)
우쓰미정(内海町)은 와카야마현 가이소군에 있던 정이다. 군내 2정 1촌과 합병해 가이난시가 되어 소멸하였다.

## 역사
- 1889년 4월 1일 - 정촌제 시행에 수반해 나구사군 우쓰미촌이 성립하였다.
- 1896년 4월 1일 - 아마군, 나구사군과 합병해 가이소군이 되었다.
- 1921년 2월 11일 - 정으로 승격해 우쓰미정이 되었다.
- 1934년 5월 1일 - 히카타촌, 구로에정, 오노촌과 합병해 가이난시가 성립하여, 동일 우쓰미정은 폐지되었다.

## 교통

### 철도
- 철도성
  - 기세이 본선

### 도로
- 한와 자동차도 (1974년 10월 25일 개통)
- 국도 42호선
- 국도 제370호선 (일본)(일본어판)